# Милоје Васић
Милоје Васић (Пожежено, 3. септембар 1869 — Београд, 4. новембар 1956) био је српски археолог, универзитетски професор и академик. Васић је био професор на Београдском универзитету и члан САНУ. Сматра се оцем модерне српске археологије.

## Биографија
Од 1896. до 1899. године је студирао археологију у Берлину и Минхену. Дипломирао је код професора Фуртвенглера. Исте године се вратио у Србију гдје је предавао у Великој школи и на Филозофском факултету од 1899. до 1941. године, а потом, по завршетку Другог свјетског рата опет од 1947. до 1955. године.
Археолошка истраживања у Винчи је започео 1908. године. Нека своја археолошка истраживања је радио уз спонзорства Руског царског археолошког института у Цариграду и Енглеза сер Чарлса Хајда. У периоду од 1932. до 1936. године је објавио резултате својих обимних истраживања у монографији „Преисториска Винча“ у четири тома. За живота је објавио преко 200 научних радова и сматра се оцем модерне српске археологије.
У младости се бавио ликовном критиком.
Сматра се једним од најистакнутијих српских представника хуманистичких наука. На основу ископавања праисторијског локалитета у Винчи дошао је до закључка да подунавска култура потиче из Средоземља (Егејска култура) и предње Азије, а не из нордијских земаља.
Дописни члан САНУ постао је 18. марта 1948, а редовни 27. маја 1952. Милоје Васић је убројен у 100 најзнаменитијих Срба у истоименој књизи из 1993. године.
Дана 20. априла 2007. у Великом Градишту, родном месту познатог професора, постављена је спомен биста, испред Великоградиштанске гимназије. По њему је названа ОШ „Милоје Васић” Калуђерица.
Водио је преписку са немачким праисторичарем Густафом Косином.
Називан је оцем српске археологије.

## Одликовања
- Орден Светог Саве IV степена, 1904.
- Орден Светог Саве III степена, 1924